# Gerichtsverfahren zu Klimaprotesten in der Schweiz

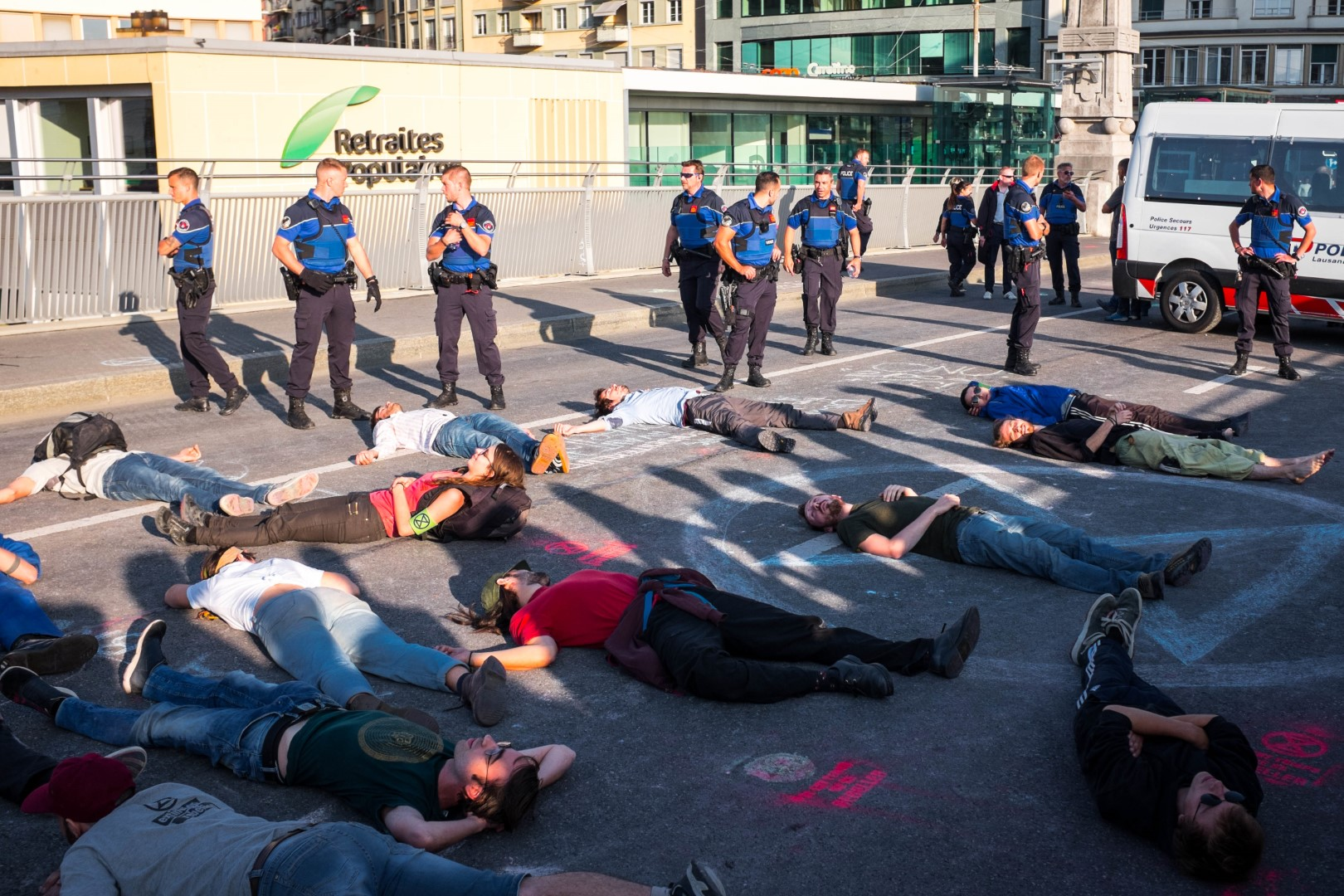
Polizeiaktion anlässlich der Blockierung der Brücke Pont Bessières, Extinction Rebellion, Lausanne, 20. September 2019

Seit 2018 kam es zu mehreren Gerichtsverfahren zu Klimaprotesten in der Schweiz, wie auch in anderen Ländern (dazu: Gerichtsverfahren zum Klimawandel). Im Zuge der immer breiteren Debatte zur globalen Erwärmung protestierten verschiedene Aktivistengruppen ohne Bewilligung vor oder in Gebäuden von Firmen, welche sie als besonders stark verantwortlich für den Ausstoss von Treibhausgasen bezeichneten. Anklage gegen die Protestierenden wurde vor allem von privaten Firmen, wie Banken erhoben.
Diese Gerichtsverfahren sind nicht zu verwechseln mit den Klagen der Schweizer Klimaseniorinnen, welche auf dem Gerichtsweg erreichen wollen, dass der Staat seine Schutzpflichten wahrnehmen und ein Klimaziel verfolgen soll, das der Anforderung genügt, eine gefährliche Störung des Klimasystems zu verhindern.

## Prozess zum Genfer Klimaprotest vom 13. Oktober 2018
Im Prozess zum Genfer Klimaprotest vom 13. Oktober 2018 wurde im Februar 2020 ein 23-jähriger Klimaaktivist vom Genfer Polizeigericht wegen Sachbeschädigung verurteilt, weil er eine Filiale der Credit Suisse mit Handabdrücken in wasserlöslicher roter Farbe beschmiert hatte.
Am 13. Oktober 2018 demonstrierten in der Genfer Innenstadt mehrere Tausend Personen für den Klimaschutz. Dabei versah eine Gruppe von etwa 15 Aktivisten der Organisation Breakfree Suisse den Eingang einer Filiale der Credit Suisse mit Handabdrücken in wasserlöslicher roter Farbe, um die Opfer des Klimawandels zu symbolisieren. Es wurde jedoch nur einer der Aktivisten festgehalten und zu einer Busse von 20 Tagessätzen à 30 Franken verurteilt.
Der Aktivist focht diesen Strafbefehl an. So kam es zu einem Prozess, in dem er von einer der Anwältinnen vertreten wurde, die bereits am Prozess zum Lausanner Klimaprotest vom 22. November 2018 Klimaaktivisten vertreten hatten. Die Verteidigung argumentierte, das gewählte Vorgehen sei die einzige Möglichkeit zum Erreichen der Aufmerksamkeit der Credit Suisse gewesen, da in der Vergangenheit Petitionen, Wortmeldungen bei Generalversammlungen und weitere Interventionen die Grossbank nicht dazu bewegt hätten, sich aus klimaschädlichen Investitionen und Finanzierungen zurückzuziehen.
Beim Prozess am 20. Februar 2020 wurde der Aktivist zu einer Geldstrafe verurteilt, jedoch wurde aufgrund seiner bescheidenen finanziellen Möglichkeiten das Strafmass auf 10 Tagessätze à 30 Franken reduziert. Gleichzeitig wurden ihm die Verfahrenskosten sowie die Reinigungskosten der Credit Suisse von 2250 Franken auferlegt. Die Anwältin des Aktivisten focht das Urteil beim Genfer Kantonsgericht an, dieses sprach ihn frei. Dagegen legten die Genfer Staatsanwaltschaft und die Credit Suisse Beschwerde vor Bundesgericht ein. Am 28. September 2019 hob das Bundesgericht den zweitinstanzlichen Freispruch auf und wies die Sache an das Genfer Kantonsgericht zurück. Dieses verurteilte am 31. März 2022 den Angeklagten, verhängte aber nur eine Busse von 100 Franken, weil er aus «achtenswerten Beweggründen», beziehungsweise «in schwerer Bedrängnis» und «unter grosser seelischer Belastung» gehandelt habe. Dagegen erhob die Staatsanwaltschaft erneut Beschwerde.
Mit einem Urteil vom 30. März 2023 hiess das Bundesgericht diese Beschwerde gut und wies den Fall zur Neufestsetzung der Strafe an das Genfer Kantonsgericht zurück. In diesem Urteil legte das Bundesgericht grundsätzlich fest, wie die «achtenswerten Beweggründe» für Verstösse gegen die Rechtsordnung bei Klimaprotesten zu beurteilen sind. Die Sorge um die Auswirkungen des Klimawandels stelle zwar heutzutage in unserer Gesellschaft «unbestreitbar ein ehrbares Anliegen» dar. Dieser ehrbare Charakter sei indessen in jedem Fall auszuschliessen, wenn gewalttätige Aktionen zu Sachbeschädigungen oder zu einer Gefahr für die körperliche Unversehrtheit Dritter führten: «In einem Rechtsstaat wie der Schweiz, der im Bereich der politischen Rechte und der Meinungsäusserungsfreiheit weitgehende Garantien vorsieht, können solche Aktionen nicht mit politischen Idealen gerechtfertigt werden, so ehrbar sie auch sein mögen.»

## Prozess zum Lausanner Klimaprotest vom 22. November 2018

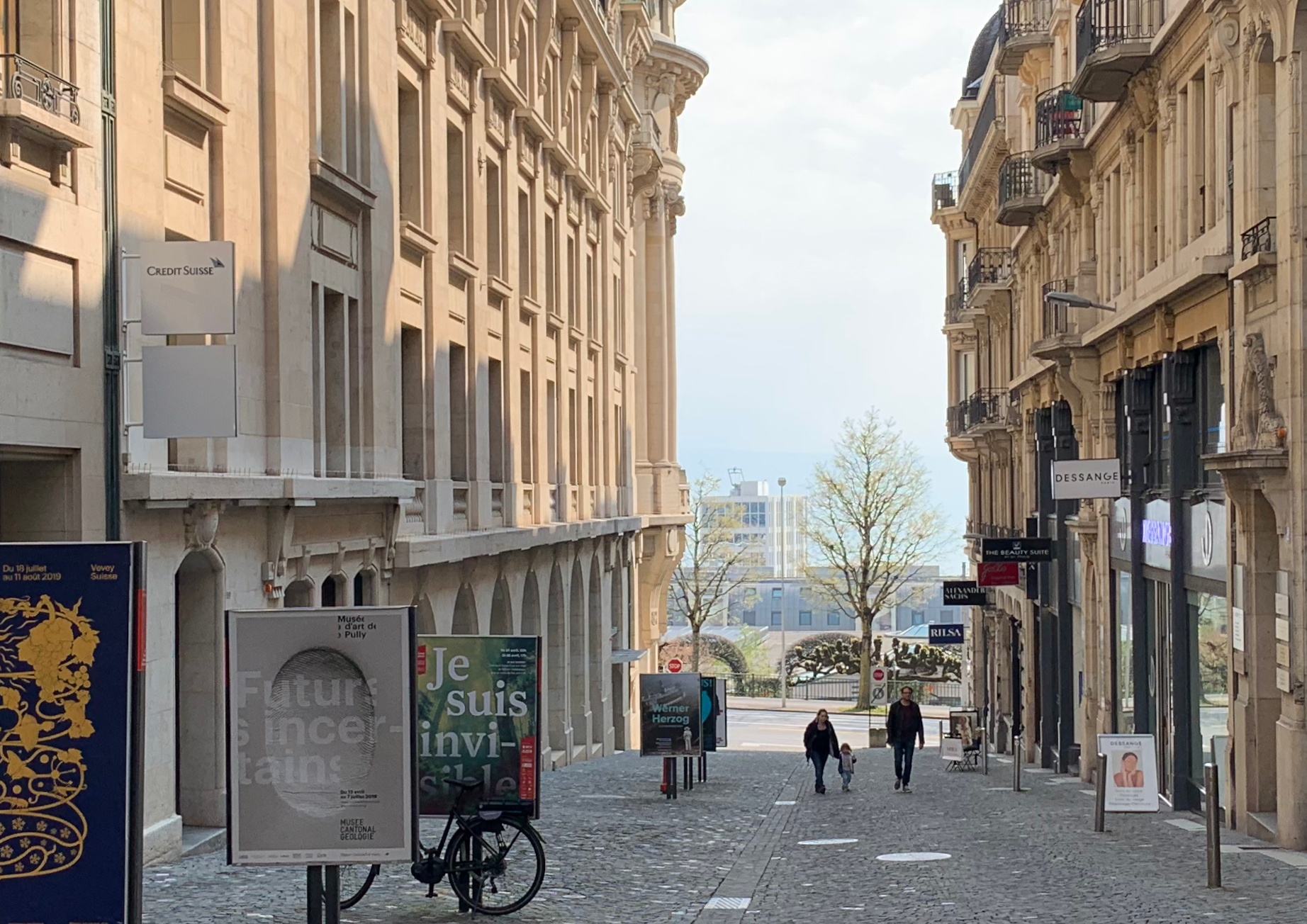
Die Aktion vom 22. November 2018 fand in der Filiale der Credit Suisse in der Rue du Lion d'Or in Lausanne statt.

Im Januar 2020 fand vor dem Bezirksgericht in Lausanne ein Prozess wegen des Lausanner Klimaprotests vom 22. November 2018 statt. Dabei wurden 12 Klimaaktivisten im Alter von 21 bis 34 Jahren vom Vorwurf des Hausfriedensbruchs freigesprochen. Die Aktivisten hatten am 22. November 2018 in einer Filiale der Credit Suisse in Lausanne gegen die «klimaschädliche Investitionspolitik» der Bank demonstriert.

### Hintergrund
Am 22. November 2018 demonstrierten Klimaaktivisten in Filialen der Credit Suisse in Lausanne, Genf und Basel. In Lausanne betraten Mitglieder der Bewegung Lausanne Action Climat (LAC) den Vorraum der Credit-Suisse-Filiale, spannten ein Netz auf und spielten Tennis. Sie bezogen sich damit auf Roger Federer, der seit 2009 als Markenbotschafter der Credit Suisse fungiert. «Wenn Federer nur wüsste, dass seine Bank das Klima zerstört», war auf den Transparenten zu lesen.
Die Aktivisten kritisierten, dass die Credit Suisse klimaschädliche Projekte wie zum Beispiel die Dakota Access Pipeline in Nordamerika mitfinanziert. Sie prangerten die Heuchelei einer Bank an, «die sich in ihren Kampagnen des positiven Ansehens von Roger Federer bedient und gleichzeitig eine klimaschädliche Investitionspolitik verfolgt». Die Credit Suisse erstattete daraufhin Anzeige wegen Hausfriedensbruchs und Widerstand gegen Anordnungen der Polizei.
Die Staatsanwaltschaft bewertete dies als Hausfriedensbruch, und im Frühling 2019 wurden die 12 Klimaaktivisten im Alter von 21 bis 34 Jahren aussergerichtlich mit bedingten Geldstrafen von je 30 Tagessätzen bei zwei Jahren Bewährung belegt. Zusätzlich wurden Bussen von je 400 bis 600 Franken ausgesprochen, umwandelbar in 13 bis 20 Tage Haft. Die Aktivisten erhoben gegen ihre Bestrafung Einsprache und verlangten damit eine gerichtliche Beurteilung.

### Prozess
Der Prozess fand vom 7. bis 9. Januar 2020 am Bezirksgericht Lausanne statt. Die Angeklagten wurden von 13 teilweise prominenten Anwälten unentgeltlich vertreten. Die Credit Suisse war am Prozess nicht anwesend. Die Waadtländer Staatsanwaltschaft war wegen der geringen Schwere der Tatbestände am Prozess ebenfalls nicht anwesend. Das Urteil wurde durch den Gerichtspräsidenten und Einzelrichter Philippe Colelough gefällt und am 13. Januar 2020 verlesen. Colelough kam zum Schluss, dass die Klimaaktivisten aus Gründen eines «rechtfertigenden Notstandes» gehandelt hätten und das Vorgehen angesichts der Klimakatastrophe «notwendig und angemessen» gewesen sei. Die Staatsanwaltschaft legte gegen den Entscheid Rekurs ein.
In zweiter Instanz urteilte das Waadtländer Kantonsgericht am 24. September 2020 über die Angeklagten. Dieses stiess den Entscheid des Bezirksgerichts Lausanne um und verurteilte die Aktivisten zu bedingten Geldstrafen sowie zu Bussen zwischen 100 und 150 Franken. Der waadtländische Generalstaatsanwalt Eric Cottier argumentierte, dass kein «rechtfertigender Notstand» bestanden habe, da die Angeklagten nicht aus einer unmittelbar drohenden Gefahr heraus gehandelt hätten. Die Angeklagten legten gegen ihre zweitinstanzliche Verurteilung Beschwerde ein.
Am 26. Mai 2021 wies das Schweizerische Bundesgericht die Beschwerde der Aktivisten gegen ihre Verurteilung weitestgehend ab. Dieses Urteil wurde in der Rechtslehre kritisiert. Die Aktivisten haben Beschwerde beim Europäischen Gerichtshof für Menschenrechte eingelegt.

### Bedeutung
Die Aktion in Lausanne wurde als Teil eines grösseren Konzepts der Klimajugend gesehen. So sollte Roger Federer noch stärker unter Druck gesetzt werden. Dieser hatte sich am Tag vor dem Prozess in Lausanne zu Wort gemeldet und «grossen Respekt und Bewunderung für die Jugendklimabewegung» ausgedrückt. Die Aktivisten wollten jedoch mehr: «Unser Ziel ist es, dass er die CS öffentlich dazu auffordert, ihre Investitionspolitik zu ändern», sagte Olivier de Marcellus vom Genfer Kollektiv Break Free. «Und dass er seine Beziehung zur CS abbricht, falls sie das nicht tut.»

### Reaktionen
Das Urteil des Bezirksgerichts Lausanne löste ein grosses Medienecho und juristische Diskussionen aus. Das Verfahren wurde überspitzt als «erste(r) Klimaprozess gegen den Schweizer Finanzplatz» bezeichnet. Die Neue Zürcher Zeitung bezeichnete den Entscheid in einem Kommentar als «historisches Urteil». Nicht nur Schweizer Medien berichteten über das Urteil, auch deutsche und internationale Zeitungen berichteten.
In der Schweiz meinte der Strafrechtsprofessor Marcel Niggli, der Richter habe nicht das Recht betrieben, sondern Politik: «Im Prinzip müsste man ihn entlassen.» Leider gebe es eine Tendenz, dass sich die Justiz zunehmend für das Gute einsetze statt für das Recht: «Das ist extrem besorgniserregend, weil das nicht die Aufgabe der Justiz ist, sondern der Politik.»
Weitere Strafrechtsexperten kritisierten das Urteil scharf. In einer Urteilsbesprechung kam Andrés Payer zu dem Schluss, das Urteil halte «einer näheren Überprüfung nicht stand». Es sei «hingegen der Strafbefreiungsgrund des fehlenden Strafbedürfnisses (Art. 52 StGB) anwendbar».

## Prozesse zu den Aktionen gegen Banken in Zürich und Basel vom 8. Juli 2019

### Protest vom 8. Juli 2019 in Zürich und Basel
Mit einer Demonstration vor den Hauptsitzen der beiden Grossbanken Credit Suisse am Zürcher Paradeplatz und UBS in Basel hatten Aktivisten des Collective Climate Justice, des Collectif Break Free und weiteren Gruppierungen im Juli 2019 auf die hohe Beteiligung der Schweizer Grossbanken an der Befeuerung der Klimakatastrophe aufmerksam gemacht und weltweit für Schlagzeilen gesorgt. In Zürich wurden 64 Menschen festgenommen. In zwei Fällen wurde ein Antrag auf Untersuchungshaft gestellt und ein Aktivist verbrachte 23 Tage in Untersuchungshaft. In Basel wurden 19 Personen festgenommen und teilweise ebenfalls bis zu 48 Stunden festgehalten. Ebenso wurden den festgenommenen Aktivisten DNA-Proben entnommen, was zu umfangreicher öffentlicher Kritik führte und dessen Beschwerde dagegen beim Basler Appellationsgericht gutgeheissen wurde.

### Anklagen der Staatsanwaltschaften und Credit Suisse und UBS
In Zürich warf die Staatsanwaltschaft den Aktivisten Nötigung vor und die Credit Suisse hat Anzeige wegen Hausfriedensbruchs eingereicht. Die baselstädtische Staatsanwaltschaft hat Strafantrag wegen Verdachts auf Nötigung, Landfriedensbruch, Sachbeschädigung, Hausfriedensbruch sowie Hinderung einer Amtshandlung gestellt. In Zürich hat ein Teil der Angeklagten und in Basel alle Angeklagten Einsprache gegen die Strafbefehle erhoben.

### Bankenprozess Basel
Ab dem 5. Januar 2021 fand der erste Prozess gegen fünf der insgesamt 56 angeklagten Personen statt. Ein Grossteil der Aktivisten hatte sich angesichts der massiven Strafanträge der Staatsanwaltschaft und der aktuellen Praxis des Basler Strafgerichts für die Unterzeichnung eines Vergleichs entschieden, um ihre Ressourcen wieder stärker ihrer politischen Arbeit widmen zu können. «Für mich hat der Vergleich mit der Bank rein pragmatische Gründe: Ich habe nicht vor der UBS protestiert, um mich mit Gerichtsprozessen rumzuschlagen, sondern um öffentlich anzuprangern, dass die UBS mit ihren Investitionen unseren Planeten zerstört!», wurde einer der Angeklagten zitiert. Trotz des Vergleiches entschied das Gericht dennoch die Anklagepunkte der Offizialdelikte weiter zu behandeln. Andreas Noll, einer der verteidigenden Anwälte, begründete die Argumente der Verteidigung unter anderem mit rechtfertigenden Notstand und Notwehr: «Die jungen Menschen fühlen sich durch die Klimakrise akut bedroht. Denn sie gefährdet unsere Existenz. Sie handelten darum in einer Notwehrsituation».
Am 22. Januar 2021 sprach das Basler Strafgericht alle fünf Angeklagten in sämtlichen Punkten frei. «Die Aktion war gewaltfrei und bedacht», sagte die Gerichtspräsidentin in der Urteilsbegründung. Es sei nicht um blinden Vandalismus oder das Provozieren hinter dem vorgeschobenen Vorwand eines politischen Anliegens gegangen.

### Bankenprozess Zürich
Die Staatsanwaltschaft hat die Fälle an das Zürcher Bezirksgericht überwiesen. Vor Gericht sollen auch Zeugen aus den Bereichen Klimawissenschaft, Finanzexperten und vom Klimawandel direkt Betroffene aussagen. Im Mai 2021 wurden neun Angeklagte schuldig gesprochen und mit einer bedingten Geldstrafe von bis zu 400 Franken bestraft.

## Bundesgerichtsurteil betreffend Verstoss gegen die EMRK

### Hintergrund
Klima-Aktivisten blockierten am 14. Dezember 2019 bei einer unbewilligten Aktion in Lausanne die rue Centrale. Alle Fahrzeuge, insbesondere Rettungsfahrzeuge und Busse, mussten umgeleitet werden. Die Polizei forderte die Aktivisten mehrfach erfolglos auf, sich zu entfernen, und brachte sie schliesslich einzeln weg. Das Polizeigericht Lausanne sprach mehrere Aktivisten wegen Störung von Betrieben im Dienste der Allgemeinheit, Hinderung einer Amtshandlung, Verletzung der Verkehrsregeln sowie Nichteinholens einer Bewilligung für eine öffentliche Veranstaltung schuldig. Im Fall von fünf gemeinsam beurteilten Personen verhängte es bedingte Geldstrafen von je 20 Tagessätzen und 200 Franken Busse. Das Kantonsgericht des Kantons Waadt wies ihre Beschwerden 2022 ab.

### Bundesgericht
Die fünf Verurteilten gelangten ans Bundesgericht. Sie argumentierten in grundsätzlicher Weise, ihre Bestrafung sei mit Blick auf das Recht auf friedliche Versammlungen gemäss Artikel 11 EMRK nicht gerechtfertigt. Das Bundesgericht wies mit seinem Urteil vom 16. Januar 2024 diesen Einwand ab, obwohl es kurz zuvor daran erinnert hatte, dass staatliche Behörden bei gewaltfreien unbewilligten Versammlungen eine gewisse Toleranz üben müssten. Die Grenzen ergäben sich aufgrund der konkreten Umstände. Im vorliegenden Fall liege keine Verletzung von Artikel 11 EMRK vor. Die Bestrafung stelle keine «politische Verfolgung» dar. Vielmehr werde mit der Sanktionierung der Zweck verfolgt, die öffentliche Sicherheit und Ordnung zu gewährleisten sowie die Freiheitsrechte Dritter zu schützen. Die Blockade der wichtigen Verkehrsachse rue Centrale – mittels der Anwesenheit der Betroffenen sowie Betonblöcken und Paletten – dauerte mehr als sechs Stunden und führte zu einer gewichtigen Störung des täglichen Lebens, insbesondere des Verkehrs. Dabei stellte die Blockade des Verkehrs das eigentliche Ziel der Aktion dar und war nicht nur indirekter Effekt. Ausserdem wäre den Teilnehmern auch eine legale Aktion oder ein Vorgehen auf dem politischen Weg möglich gewesen. Die Sache wurde zur Ergänzung des Sachverhalts und zu neuem Entscheid ans Kantonsgericht zurückgewiesen.

## Anstehende Prozesse

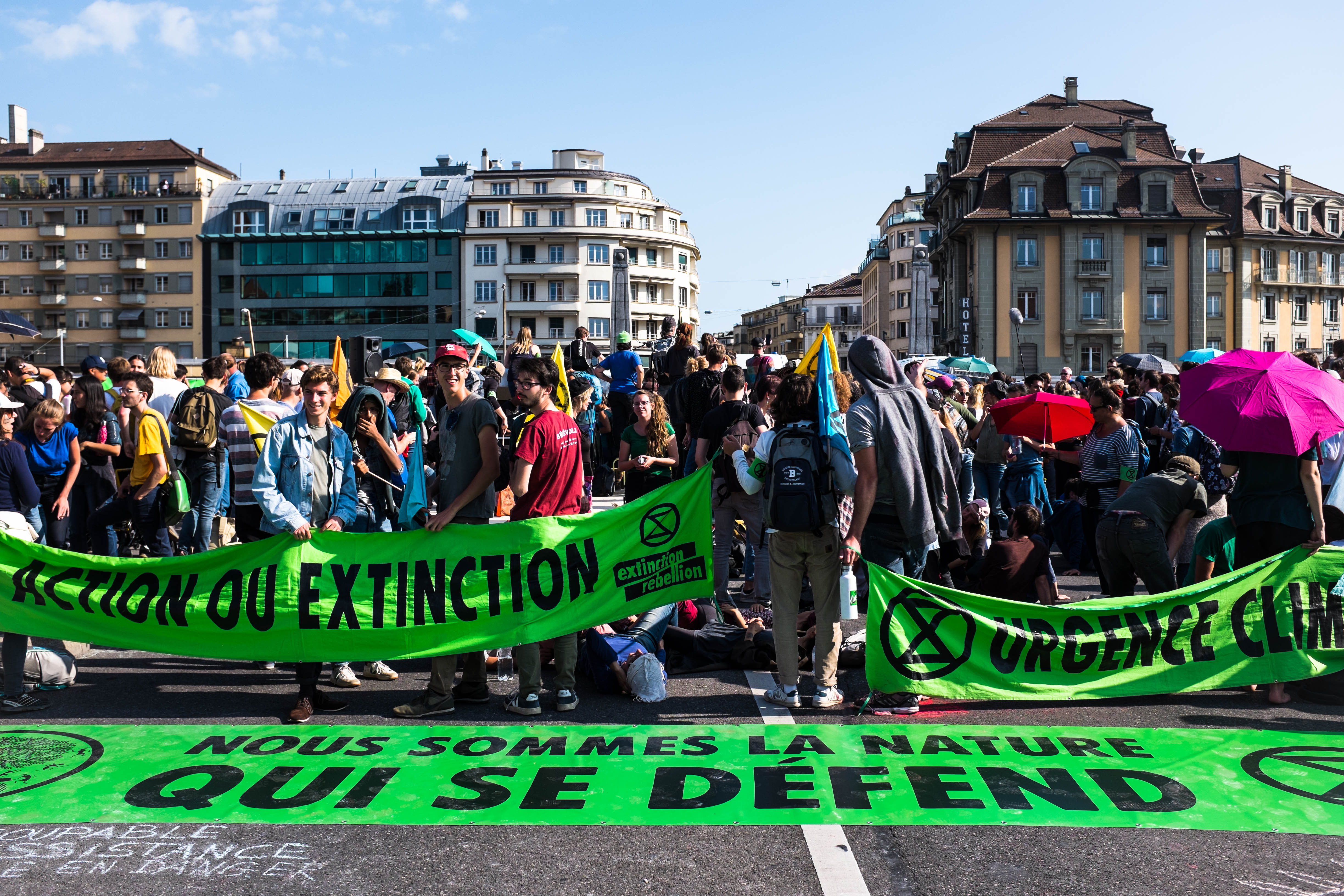
Blockierung der Brücke Pont Bessières, Lausanne, 20. September 2019

### Protest vom 20. September 2019 in Lausanne
Am 20. September 2019 blockierten rund 200 Aktivisten von Extinction Rebellion in Lausanne die Brücke Pont Bessières. Die Staatsanwaltschaft des Kanton Waadts sprach 117 Strafbefehle aus.

### Einsprachen gegen Strafbefehle
Bei den meisten dieser Strafbefehle handelt es sich um Schnellverfahren ohne Anhörungen. Die meisten Aktivisten erheben daher systematisch Einsprache gegen die Strafbefehle, um in öffentlichen Prozessen ethische Fragen im Zusammenhang mit den Aktionen zu thematisieren.